# Nancy Storace
Anna (o Ann) Selina Storace, coneguda com a Nancy Storace (italià: [stoˈratʃe]; 27 octubre 1765 – 24 agost 1817), va ser una soprano anglesa. És especialment coneguda perquè el personatge de Susanna de Le nozze di Figaro de Mozart, fou escrit per a ella.
Nascuda a Londres el 1765, va destacar ja com a nena prodigi oferint recitals ja des dels 12 anys. Això la va portar a continuar els seus estudis a Itàlia, on va tenir molt èxit. En una estada a Venècia l'any 1783, va ser contractada per formar part de la nova companyia d'òpera de l'emperador Josep II a Viena.
A Viena, va introduir-se en el món de la música i va conèixer Mozart i Joseph Haydn. Un sobtat problema de salut relacionat amb la seva veu va obligar-la a retirar-se temporalment de l'escena l'any 1785. Malgrat que cinc mesos després  va poder reprendre la seva carrera, la seva veu mai va tenir la qualitat anterior.

## Orígens i infantesa
Nancy Storace era filla d'Elizabeth Trusler, filla al seu torn del propietari dels Jardins de Marylebone, un conegut espai on es realitzaven concerts. El pare de Nancy era Stefano Storace, un contrabaixita d'origen italià que també havia destacat traduint alguns llibrets d'òperes a de l'italià a l'anglés. El fill gran del matrimoni fou Stephen Storace, reconegut també com a músic
Nancy Storace va néixer a Londres el 1765 i va ser una nena prodigi: La seva primera actuació en públic fou el 1773 a Southampton i l'abril de 1774 debutava a Londres al Haymarket Teatre. Va estudiar cant amb el reconegut castrato Venanzio Rauzzini i va interpretar el paper de Cupido en l'estrena de l'òpera de Rauzzini L'ali d'amore el 29 de febrer de 1776.

## Itàlia
L'any 1778, Storace va viatjar a Nàpols amb els seus pares, ja que el seu germà Stephen era allà estudiant composició. Allà va estudiar amb Antonio Sacchini. La visita a Itàlia es va allargar mentre Storace hi començava una carrera molt exitosa cantant al principi en papers menors, però aviat en paper més importants. El compositor Giuseppe Sarti va escriure la seva òpera Fra i due litiganti il terzo gode (1782, Milà) especialment per a ella i va obtenir un gran èxit

## Viena
El 1783 l'Emperador austríac Josep II va fundar una companyia d'òpera especialitzada en òpera bufa italiana. En aquell moment Storace cantava al Teatro San Samuele de Venècia. El comte Giacomo Durazzo, que era director de teatre experimentat alhora que ambaixador de l'Emperador, va contractar Storace com a prima donna de la nova companyia. També va reclutar el baix Francesco Benucci, que també cantava a San Samuele i ja havia actuat amb Storace en diverses òperes. Ambdós cantants van rebre salaris alts, al voltant dels 4000 florins. Amb aquestes i altres contractacions (com Michael Kelly o el llibretista Lorenzo Da Ponte) es va formar una plantilla excepcional.

### Actuacions de Viena
Segons Dorothea Link, Storace va actuar aproximadament a 20 òperes durant la seva estada a Viena. Va cantar en diverses estrenes durant la dècada de 1780, incloent-hi el personatge de Susanna de Le nozze di Figaro (amb Benucci en el paper de Fígaro) de Mozart, el paper de Comtessa de l'òpera de Salieri La scuola de' gelosi (també amb Benucci) i el d'Angelica a Il burbero di buon cuore del compositor valencià instal·lat a Viena Vicent Martín i Soler.

### La seva amistat amb Haydn i Mozart
Storace va establir amistat amb Mozart i amb Joseph Haydn. Mozart vivia i treballava a Viena des de 1781 i Haydn visitava la ciutat quan l'ocupació amb el príncep Nikolaus Esterházy no l'obligava a quedar-se a Esterháza i Eisenstadt.
La seva relació amb Haydn fructifica amb la intervenció com a cantat de Storace a l'oratori Il ritorno di Tobia el març de 1784. Haydn també va escriure una cantata "per a la veu de la meva estimada Storace", que es creu que és l'obra Miseri noi, H. XXIVa.
Storace hauria treballat estretament amb Mozart a Les noces de Figaro; és possible que el seu vital estil d'actuació servís d'inspiració pel personatge central de Susanna. Mozart hauria fet canvis sobre la partitura a la part vocal per adaptar-la a les necessitats vocals de Storace. 
Quan faltava poc perquè deixés Viena, Storace va actuar en un concert de comiat el 23 de febrer de 1787. Per a aquesta ocasió Mozart va escriure d'un duet per soprano i piano amb orquestra per a ella amb el títol "Recitativo con Rondò. Composto Per la Sigra. storace dal suo servo ed amico W. A. Mozart. (Recitatiu amb Rondó compost per a la Senyora Storace del seu servent i amic W. A. Mozart)

### Fallida de la seva veu
L'1 de juny de 1785, Storace va patir un problema en la seva veu durant una actuació en l'òpera del seu germà Gli sposi malcontenti Kelly descriu l'esdeveniment en el seu memoirs:
Una nova òpera, composta per Stephen Storace, va ser produïda... la Senyora Storace i jo hi interpretàvem els dos personatges principals. A meitat del primer acte, Storace va perdre, de sobte, la seva veu, i no va poder emetre cap so durant la resta de l'actuació; això naturalment vser com un gerro d'aigua freda per al públic i els intèrprets. La pèrdua del primera cantant, qui era merescudament admirada, va representar per al compositor, el seu germà, un cop sever. Mai oblidaré la seva desesperació i decepció, però no estava preparada per la durada de la seva desgràcia, ja que no va recuperar la seva veu per poder aparèixer a escena fins al cap de cinc mesos.
Quan Storace va retornar als escenaris, Mozart va col·laborar amb Antonio Salieri (a les òperes del qual també hi havia actuat Storace) i un compositor desconegut anomenat Cornetti en la cantata curta "Per la ricuperata di Ophelia", celebrant el seu retorn. Lamentablement, aquesta cantata no es conserva.
Després de l'absència de cinc mesos, la seva veu va quedar lluny d'una pelna recuperació. Goldovsky explica els subterfugis que Salieri i Mozart van portar a terme per a fer possible que la soprano continués actuant en papers protagonistes. Mozart, concretament, va reescriure passatges de Les noces de Figaro en un to més baix per tal que Storace pogués interpretar encara el personatge que havia escrit per a ella.

### Matrimoni i vida personal
El 29 de març de 1784, es va casar amb John Abraham Fisher, un compositor i violinista de 40 anys El matrimoni no va funcionar i sembla que Fisher es comportava amb ella de forma agressiva amb indicis de violència física. Aquest fet hauria arribat a oïdes de l'Emperador, que estava molt implicat en el funcionament de la seva companyia d'òpera, i va ordenar a Fisher que marxés de Viena. Fisher va marxar a Irlanda i Storace es va quedar a Viena embarassada. El 30 de gener de 1785 va néixer la seva filla, Josepha Fisher que va morir pocs mesos més tard. Segons alguns musicòlegs va establir una relació de trenta anys amb John Braham, en la vida privada i al escenari. Es separaran en 1816 i Braham llavors es va casar amb Elizabeth Braham Bolton.

## Anglaterra

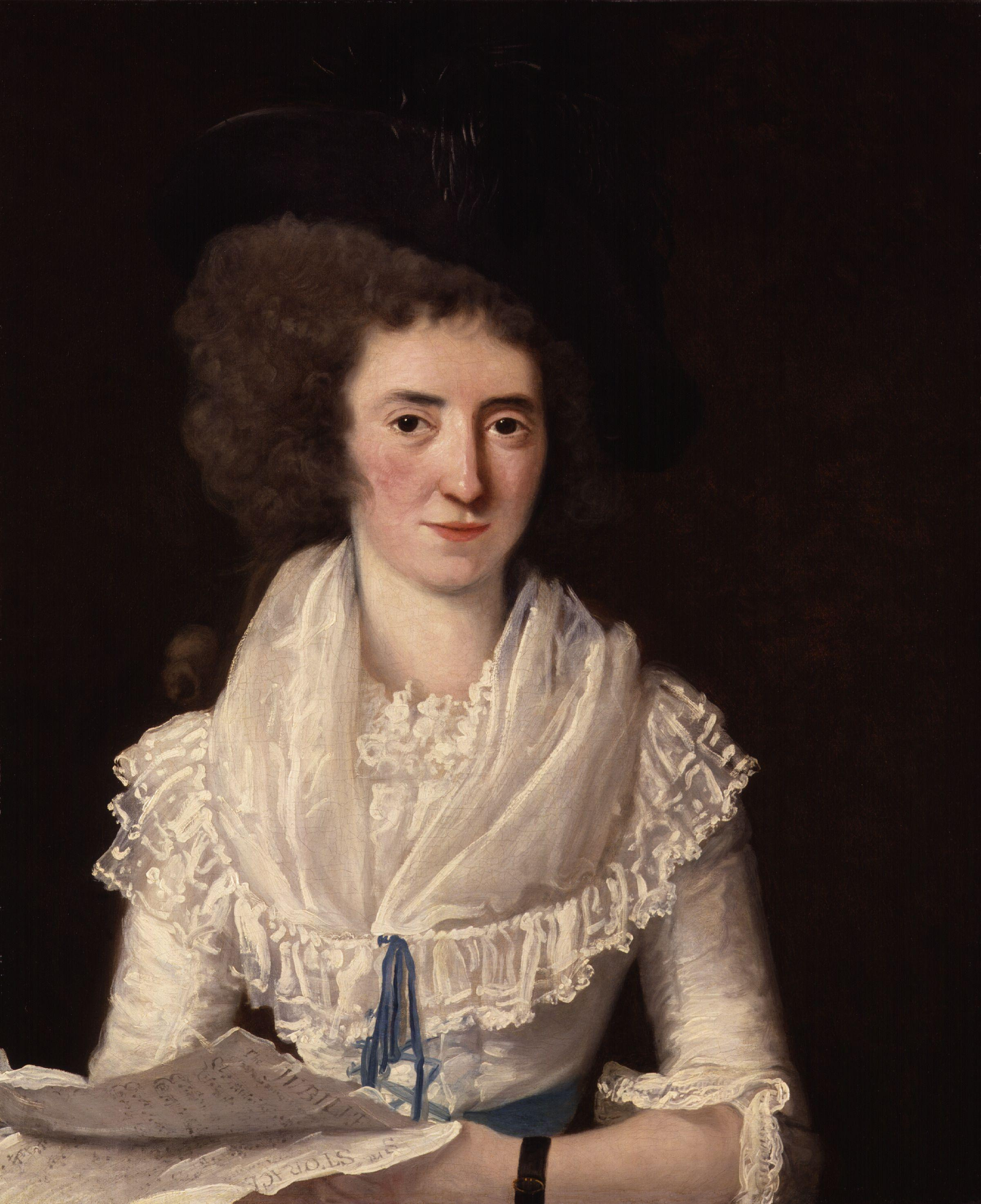
Nancy Storace, ca. 1790, per Benjamin van der Gucht (1753–1794)

L'any 1787 va retornar a Anglaterra per actuar al King's Theater de Londres. Malgrat que tenia la intenció de retornar a Viena per la Primavera de 1788, el pressupost d'òpera de l'Emperador ja no ho permetria, ja que  s'havia embarcat en una costosa guerra amb Turquia.
Va contribuir a l'èxit del seu germà Stephen Storace, actuant a òperes com The haunted tower i The Siege of Belgrade. També va actuar a la commemoració del 25 aniversari de la mort de Handel que va tenir lloc a l'abadia de Westminster l'any 1791.
Aquell mateix any, Joseph Haydn va arribar a Londres en el seu primer viatge a Anglaterra, durant el qual va aconseguir una gran fama i va escriure les seves dotze  Simfonies de Londres. Storace va poder reprendre llavors la seva amistat i col·laboració amb Haydn. Va cantar en el primer del dos concerts Salomon amb música de Haydn. També va cantar en el novè i onzè concerts així com en el concert de benefici per Haydn, i en el concert que va celebrar el doctorat honorífic de Haydn per la Universitat d'Oxford. Durant la segona visita de Haydn a Londres els anys 1795-1795, Storace va tornar a col·laborar amb el compositor.

## Valoració
Matthews (1969) escriu: "Fins i tot després del seu gran èxit a Viena i la seva popularitat subsegüent en l'etapa anglesa, es deia que la seva veu tenia un toc especial, i que la seva vivacitat i el seu do per a la comèdia va consolidar la seva reputació."